# كأس تونس 2004–05
كأس تونس لكرة القدم 2004-2005 هو الموسم رقم 48 منذ الاستقلال وال73 منذ إنشائه من كأس تونس لكرة القدم.

فاز بهذا الموسم الترجي الرياضي الجرجيسي، وجاء ثانيا الترجي الرياضي التونسي.

## روابط خارجية
- الموقع الرسمي للجامعة التونسية لكرة القدم.